# Steep-to Island
Steep-to Island ist eine Insel im Rakituma / Preservation Inlet in der Region Southland im Südwesten der Südinsel von Neuseeland.

## Geographie
Steep-to Island befindet sich im Rakituma / Preservation Inlet zwischen Coal Island und Weka or Long Island je 555 m und 1,37 km östlich und westlich entfernt. Die 57,4 Hektar große und bis zu 132 m hohe Insel erstreckt sich über rund 1,34 km in Nord-Süd-Richtung und misst an ihrer breitesten Stelle rund 920 m ist Ost-West-Richtung.
Weitere Nachbarinsel befinden sich mit Round Island rund 900 m ostnordöstlich und die rund 1,05 km nördlich beginnende Inselgruppe der Cording Islands.
Die Insel ist gänzlich bewaldet.